# Amor Maior
Amor Maior é uma telenovela portuguesa produzida pela SP Televisão que foi exibida pela SIC de 12 de setembro de 2016 a 30 de setembro de 2017, substituindo Coração d'Ouro e sendo substituída por Paixão. É a "21.ª novela" do canal.
Escrita por Inês Gomes, tem a colaboração de Cândida Ribeiro, Ana Morgado, Catarina Bizarro, Manuel Carneiro, Rita Roberto, Sandra Zigue Machado e Vasco Monteiro como guionistas, a direção de Jorge Cardoso, a direção de atores de Inês Rosado e a direção de produção de Bruno Oliveira.
Conta com Sara Matos, José Fidalgo, Inês Castel-Branco, José Mata, Catarina Rebelo, João Maneira e Beatriz Frazão nos papéis principais. João Reis e Ana Padrão juntaram-se ao elenco principal na 2.ª temporada.

## Sinopse
| Resumo | Resumo | Episódios | Episódios           | Originalmente exibido  | Originalmente exibido |
| Resumo | Resumo | Episódios | Episódios           | Estreia da temporada   | Final da temporada    |
| ------ | ------ | --------- | ------------------- | ---------------------- | --------------------- |
|        | 1      | 170       | 170                 | 12 de setembro de 2016 | 28 de março de 2017   |
|        | 2      | 163       | 91                  | 29 de março de 2017    | 10 de julho de 2017   |
| 72     | 2      | 163       | 11 de julho de 2017 | 30 de setembro de 2017 |                       |

A história de um amor que é realmente mais que amor. A luta entre o bem e o mal, o amor fraterno e apaixonado, a luta de Clara, uma jovem que enfrenta a lei.
Clara é filha de Laura, uma mulher forte que é morta pela sua irmã adotiva, Francisca, filha de um caso infiel que a sua mãe teve no passado.
Francisca busca vingança e depois de matar Laura acaba por se casar com o seu marido: o pai de Clara e a mãe das crianças mais novas.
Os irmãos de Clara, são a sua responsabilidade, amor leal e também a prioridade da sua vida. Ela não vai desistir deles... mas terá que desistir do seu amor por Manel, um jovem investigador da polícia.
Eles estão agora em lados opostos da lei. Ele caça criminosos, ela tornou-se criminosa quando de repente se envolveu numa situação de roubo para ajudar o seu irmão mais novo.
Francisca depois de se casar com o pai de Clara pretende agora matá-lo e manter a fortuna para si mesma. A fortuna que ela sente que teve direito a sua vida toda. Clara tenta avisar a todos, mas ela tem um registo criminal e ninguém acredita nela... nem mesmo o seu próprio pai que a expulsa de casa, facilitando tudo para a malvada Francisca.
A psiquiatra manipuladora Francisca terá sucesso no seu propósito e, assim que o pai de Clara morre, uma das irmãs mais novas desaparece e Francisca também desenvolve um amor obsessivo por Manel, o amor de Clara.
A nossa heroína lutará durante uma forte história de tirar o fôlego, e também terá que limpar o seu registro criminal, salvar a sua irmã e conquistar o seu amor... mas não será fácil fazer um investigador policial forte e honesto acreditar nela.

## Elenco

### Elenco principal
| Ator/Atriz         | Personagem                   | Temporada    | Temporada       | Temporada       |
| Ator/Atriz         | Personagem                   | 1 (2016-17)  | 2 (2017)        | 2 (2017)        |
| Ator/Atriz         | Personagem                   | 1 (2016-17)  | 2.1             | 2.2             |
| ------------------ | ---------------------------- | ------------ | --------------- | --------------- |
| Sara Matos         | Clara Resende Arnauth        | Principal    | Principal       | Principal       |
| José Fidalgo       | Manel Paiva                  | Principal    | Principal       | Principal       |
| Inês Castel-Branco | Francisca Alves Arnauth      | Principal    | Principal       | Principal       |
| José Mata          | Paulo Costa «Lobo»           | Principal    | Principal       | Principal       |
| Catarina Rebelo    | Marta Resende Arnauth        | Principal    | Principal       | Principal       |
| João Maneira       | Afonso Resende Arnauth       | Principal    | Principal       | Principal       |
| Beatriz Frazão     | Daniela Resende Arnauth      | Principal    | Principal       | Principal       |
| João Reis          | Gonçalo Nascimento «Curador» | Participação | Principal       | Does not appear |
| Ana Padrão         | Laura Resende Arnauth        | Participação | Does not appear | Principal       |

### Elenco recorrente
| Ator/Atriz             | Personagem                     | Temporada    | Temporada  | Temporada    |
| Ator/Atriz             | Personagem                     | 1 (2016-17)  | 2 (2017)   | 2 (2017)     |
| Ator/Atriz             | Personagem                     | 1 (2016-17)  | 2.1        | 2.2          |
| ---------------------- | ------------------------------ | ------------ | ---------- | ------------ |
| Maria João Luís        | Pilar Tavares                  | Recorrente   | Recorrente | Recorrente   |
| Rogério Samora         | Vicente Resende                | Recorrente   | Recorrente | Participação |
| Victoria Guerra        | Diana Almeida                  | Recorrente   | Recorrente | Recorrente   |
| Lia Gama               | Teresa Alves Resende           | Recorrente   | Recorrente | Recorrente   |
| Sofia Sá da Bandeira   | Helena Machado Paiva           | Recorrente   | Recorrente | Recorrente   |
| Miguel Damião          | Jorge Almeida                  | Recorrente   | Recorrente | Recorrente   |
| João Jesus             | Gabriel Neto                   | Recorrente   | Recorrente | Recorrente   |
| Mariana Norton         | Alice Oliveira                 | Recorrente   | Recorrente | Recorrente   |
| João Baptista          | Telmo Santos                   | Recorrente   | Recorrente | Recorrente   |
| Rita Loureiro          | Edite Paiva Neto               | Recorrente   | Recorrente | Recorrente   |
| Margarida Carpinteiro  | Amália Machado                 | Recorrente   | Recorrente | Recorrente   |
| Maria João Abreu       | Dolores Matias                 | Recorrente   | Recorrente | Recorrente   |
| José Raposo            | Armando Matias                 | Recorrente   | Recorrente | Recorrente   |
| Oceana Basílio         | Miranda Matias Sousa           | Recorrente   | Recorrente | Recorrente   |
| Diogo Valsassina       | Nelson Matias                  | Recorrente   | Recorrente | Recorrente   |
| Tiago Teotónio Pereira | Ricardo Tavares Resende        | Recorrente   | Recorrente | Recorrente   |
| Cleia Almeida          | Bárbara Tavares Resende        | Recorrente   | Recorrente | Recorrente   |
| Filipa Areosa          | Mafalda Tavares Resende        | Recorrente   | Recorrente | Recorrente   |
| Ruben Gomes            | Sebastião Araújo               | Recorrente   | Recorrente | Recorrente   |
| Carolina Carvalho      | Joana Trigo                    | Recorrente   | Recorrente | Recorrente   |
| Ana Guiomar            | Maria Preciosa Dias            | Recorrente   | Recorrente | Recorrente   |
| Dânia Neto             | Liliana Faria                  | Recorrente   | Recorrente | Recorrente   |
| Rui Unas               | António Manuel «Tomané» Cerejo | Recorrente   | Recorrente | Recorrente   |
| Marco Mendonça         | Lucas Preguiça                 | Recorrente   | Recorrente | Recorrente   |
| Cecília Henriques      | Gisela Torres                  | Recorrente   | Recorrente | Recorrente   |
| Hélder Agapito         | Joaquim Paiva                  | Recorrente   | Recorrente | Recorrente   |
| Samuel Alves           | Miguel Almeida                 | Recorrente   | Recorrente | Recorrente   |
| Miguel Costa           | Alberto Cruz                   | Recorrente   | Recorrente | Recorrente   |
| Miguel Frazão          | Rogério «Roger» Mendes         | Recorrente   | Recorrente | Recorrente   |
| Júlio César            | Joel Correia                   | Recorrente   | Recorrente | Recorrente   |
| Hugo Tavares           | Nuno Correia                   | Recorrente   | Recorrente | Recorrente   |
| Madalena Almeida       | Cátia Sousa                    | Recorrente   | Recorrente | Recorrente   |
| Alexandre Jorge        | Alexandre «Alex» Paiva         | Recorrente   | Recorrente | Recorrente   |
| Matamba Joaquim        | Timóteo Neto                   | Recorrente   | Recorrente | Recorrente   |
| Jorge Corrula          | Raul Sousa                     | Participação | Recorrente | Recorrente   |
| Tiago Aldeia           | Henrique                       | Participação | Recorrente | Recorrente   |

### Participação especial
| Ator/Atriz          | Personagem                 | Temporada    | Temporada       | Temporada       |
| Ator/Atriz          | Personagem                 | 1 (2016-17)  | 2 (2017)        | 2 (2017)        |
| Ator/Atriz          | Personagem                 | 1 (2016-17)  | 2.1             | 2.2             |
| ------------------- | -------------------------- | ------------ | --------------- | --------------- |
| Jean-Pierre Martins | Eduardo Arnauth            | Participação | Does not appear | Does not appear |
| Miguel Monteiro     | Carlos Manuel Fontes Paiva | Participação | Does not appear | Does not appear |
| Sofia Leite         | Andreia Monteiro Soares    | Participação | Does not appear | Does not appear |
| Sílvio Nascimento   | Augusto                    | Participação | Does not appear | Participação    |
| Dimitry Bogomolov   | Sílvio Garcia              | Participação | Participação    | Participação    |

### Elenco adicional
| Ator/Atriz           | Personagem                                                     |
| -------------------- | -------------------------------------------------------------- |
| Ana Lopes Gomes      | Rosa (empregada de Francisca)                                  |
| Catarina Guerreiro   | Guarda Santos                                                  |
| Diana Monteiro       | Apresentadora do programa onde Francisca é comentadora         |
| Elisabete Piecho     | Diretora da escola de Daniela, Marta e Guilherme               |
| Elsa Galvão          | Rosário Dias (mãe de Preciosa)                                 |
| Frederico Barata     | Zé                                                             |
| Gonçalo Portela      | Juiz                                                           |
| Inês Sá Frias        | Filipa                                                         |
| Inês Simões          | Irina                                                          |
| Iris Cayatte         | Inspetora Luísa                                                |
| Joana Balaguer       | Simone Luz                                                     |
| João Loy             | Instrutor de condução de Quim                                  |
| João Maria Pinto     | Severino (pai adotivo de Francisca)                            |
| Jorge Silva          | Dr. Varela (advogado de Lobo)                                  |
| Lígia Roque          | Celeste (prima de Armando)                                     |
| Lourenço Ferreira    | Guilherme (filho de Lobo)                                      |
| Luciano Gomes        | Inspetor Sérgio                                                |
| Luísa Ortigoso       | Odete                                                          |
| Luísa Salgueiro      | Lisete (empregada da quinta)                                   |
| Mafalda Vilhena      | Dr.ª Rosário                                                   |
| Maria Frade          | Olímpia (empregada de Eduardo e Francisca)                     |
| Marques D'Arede      | Juiz                                                           |
| Martinho Silva       | Rafael                                                         |
| Miguel Sermão        | Curandeiro                                                     |
| Nuno Janeiro         | Bruno                                                          |
| Paula Pais           | Conservadora que celebra o casamento entre Eduardo e Francisca |
| Paula Só             | Cremilde                                                       |
| Paulo Calatré        | Inspetor Jaime                                                 |
| Paulo Duarte Ribeiro | Narciso                                                        |
| Paulo Manso          | Comprador da Roça                                              |
| Paulo Nery           | Treinador canino                                               |
| Philippe Leroux      | António                                                        |
| Raimundo Cosme       | Nilton                                                         |
| Rui Morrison         | Dr. Mendes                                                     |
| Sílvia Barbeiro      | Fátima (secretária de Vicente)                                 |
| Sofia Arruda         | Esmeralda (Namorada de Nelson)                                 |
| Susana Cacela        | Olga (dona do salão onde Gisela trabalha)                      |
| Tânia Alves          | Graça (assistente social)                                      |
| Teresa Macedo        | Camila                                                         |

## Produção
A novela teve "Golpe do Destino" como título provisório.
As gravações decorreram nos estúdios da SP Televisão, em São Tomé e Príncipe e em Alfama. Foram gravados 368 episódios de produção.

## Exibição
Logótipos

Logótipo da telenovela.

Logótipo da telenovela na sua segunda temporada.

Amor Maior estreou na 1.ª faixa de novelas a 12 de setembro de 2016, em substituição de Coração d'Ouro. Divida em duas temporadas, a primeira temporada tem 200 episódios de produção e 170 episódios de exibição, enquanto que a segunda temporada tem 168 episódios de produção e 163 episódios de exibição. No total, tem 368 episódios de produção e 317 episódios de exibição. Terminou a 30 de setembro de 2017, sendo substituída por Paixão.
Foi reexibida entre 1 de abril de 2019 e 7 de setembro de 2020, nas tardes da SIC, substituindo a reposição da novela Mar Salgado e sendo substituída pela reposição de Rainha das Flores.

### Exibição internacional
Logótipos

Logótipo da telenovela em francês, apelidada de Au nom de l'amour.

Logótipo da telenovela em inglês, apelidada de More Than Love.

Estreou no Brasil pela SIC Internacional, a 10 de outubro de 2016, substituindo Coração d'Ouro.
Na França, a telenovela foi transmitida na campanha Novelas TV pelo Canal+ de 30 de janeiro de 2018 a 27 de junho de 2018, Tambem é transmitida para o exterior na Antenne Reunião desde 21 de janeiro de 2019. Também está disponível para transmissão no MyTF1.
Na Bélgica e no Luxemburgo, a telenovela está disponível no RTLPlay.
| País                 | Canal           | Título adaptado   | Temporadas | Estreia                                        | Final                                          | Episódios |
| -------------------- | --------------- | ----------------- | ---------- | ---------------------------------------------- | ---------------------------------------------- | --------- |
| Portugal             | SIC             | Amor Maior        | 2          | 12 de setembro de 2016                         | 30 de setembro de 2017                         | 333       |
| França               | Canal+          | Au nom de l'amour | 1          | 30 de janeiro de 2018                          | 27 de junho de 2018                            | 107       |
| França               | Antenne Réunion | Au nom de l'amour | 1          | 21 de janeiro de 2019                          | 21 de junho de 2019                            | 107       |
| Portugal             | SIC             | Amor Maior        | 1          | 1 de abril de 2019                             | 7 de setembro de 2020                          | 356       |
| França               | MyTF1           | Au nom de l'amour | 1          | disponível na íntegra desde 6 de março de 2020 | disponível na íntegra desde 6 de março de 2020 | 107       |
| Bélgica · Luxemburgo | RTLplay         | Au nom de l'amour | 1          | disponível na íntegra desde 2020               | disponível na íntegra desde 2020               | 107       |

### Transmissão na OPTO
Com o lançamento da OPTO, a plataforma de streaming da SIC, a 24 de novembro de 2020, a novela foi disponibilizada com os seus 368 episódios de produção. Posteriormente, estreou a 14 de março de 2023 num canal FAST inserido na OPTO.

## Controvérsia
A telenovela foi alvo de críticas devido às cenas de violência exercidas às personagens Daniela e Marta por parte de Francisca (Inês Castel-Branco). A telenovela acabaria por ser alvo de uma deliberação da Entidade Reguladora para a Comunicação Social (ERC) em resultado de uma queixa em que o queixoso alega que as imagens são de uma "violência atroz" e uma "autêntica violação dos direitos das crianças". Na mesma deliberação, a SIC reagiu dizendo que "a personagem Francisca é marcadamente a vilã da história e, como tal, adota comportamentos e atitudes conformes a esta categorização", também sublinha que representa a madrasta má, à semelhança dos contos infantis (como Cinderela).
Inês Castel-Branco alega que recebeu mensagens insultuosas e ameaças de morte através da sua página de Facebook e ameaçou banir aqueles que continuassem a ameaçá-la.

## Audiência
Amor Maior estreou no dia 12 de Setembro com 14,1% de audiência e 28,4% de share com cerca de 1 milhão e 339 mil espectadores, na vice-liderança.
Ao segundo episódio, a mais recente aposta da SIC sobe com 14,2% de rating e 28,1% de quota média de mercado, na liderança, frente a "A Única Mulher" da TVI.
No dia 20 de Março de 2017, tem o melhor resultado até à data de 15,1% de audiência e 30,2% de share com cerca de 1 milhão 434 mil espectadores, na liderança.
A 1.ª temporada terminou com 14,3% de audiência e 27,9% de share com cerca de 1 milhão e 381 mil espectadores, na vice-liderança.
A 2.ª temporada estreou com 14,3% de audiência e 28,6% de share, com cerca de 1 milhão e 381 mil espectadores, na liderança.
No dia 2 de Agosto de 2017, episódio em que Clara reencontra a mãe (Laura) em São Tomé, Amor Maior manteve a liderança, atingindo 14,4% de audiência e 31,0% de share, cerca de 1 milhão e 395 mil espectadores acompanhavam o episódio.
No último episódio, dia 30 de Setembro, Amor Maior, liderou o horário com 16,1% de audiência e 34,1% de share, com cerca de 1 milhão e 555 mil telespectadores a acompanhar o derradeiro episódio onde Clara e Manel terminam felizes e a vilã Francisca vai parar a uma cadeira de rodas.
Terminou com uma média final de 12,8% de audiência e 27,0% de share, cerca de 1 milhão e 216 mil espectadores, em dados LIVE+VOSDAL.
| Média | Média     | Episódios exibidos | Rating | Share | Ref.   |
| ----- | --------- | ------------------ | ------ | ----- | ------ |
| 2016  | Setembro  | 17                 | 12,8%  | 27,5% | [ 23 ] |
| 2016  | Outubro   | 26                 | 12,7%  | 27,0% | [ 24 ] |
| 2016  | Novembro  | 26                 | 12,6%  | 27,1% | [ 25 ] |
| 2016  | Dezembro  | 26                 | 12,4%  | 26,7% | [ 26 ] |
| 2017  | Janeiro   | 27                 | 12,6%  | 25,3% | [ 27 ] |
| 2017  | Fevereiro | 24                 | 13,0%  | 26,7% | [ 28 ] |
| 2017  | Março     | 27                 | 13,4%  | 27,8% | [ 28 ] |
| 2017  | Abril     | 26                 | 12,6%  | 26,5% | [ 29 ] |
| 2017  | Maio      | 29                 | 12,1%  | 25,8% | [ 30 ] |
| 2017  | Junho     | 25                 | 12,5%  | 26,9% | [ 31 ] |
| 2017  | Julho     | 26                 | 13,3%  | 28,3% | [ 32 ] |
| 2017  | Agosto    | 27                 | 13,0%  | 28,3% | [ 32 ] |
| 2017  | Setembro  | 27                 | 13,5%  | 27,7% | [ 33 ] |
| Total | Total     | 333                | 12,8%  | 27,0% |        |

| Recordes | Rating | Share |
| -------- | ------ | ----- |
| Positivo | 16,1%  | 34,1% |
| Negativo | 8,3%   | 17,9% |

## Prémios
| Ano  | Prémio                                               | Categoria                                    | Por             | Resultado |
| ---- | ---------------------------------------------------- | -------------------------------------------- | --------------- | --------- |
| 2016 | 3ª Edição dos Prémios Áquila                         | Melhor Telenovela                            | Amor Maior      | Indicado  |
| 2016 | 3ª Edição dos Prémios Áquila                         | Melhor Ator Principal em Televisão           | José Fidalgo    | Indicado  |
| 2016 | 3ª Edição dos Prémios Áquila                         | Melhor Ator Secundário em Televisão          | Hugo Tavares    | Indicado  |
| 2016 | 3ª Edição dos Prémios Áquila                         | Melhor Ator Secundário em Televisão          | Jorge Corrula   | Indicado  |
| 2016 | 3ª Edição dos Prémios Áquila                         | Melhor Atriz Secundária em Televisão         | Catarina Rebelo | Indicado  |
| 2017 | 8º Prémio Autores                                    | Melhor Programa de Ficção 2016 / Telenovela  | Amor Maior      | Indicado  |
| 2017 | 6º New York Festivals International TV & Film Awards | Telenovela                                   | Amor Maior      | Venceu    |
| 2017 | 38º BANFF WORLD MEDIA FESTIVAL – The Rockie Awards   | Melodrama                                    | Amor Maior      | Indicado  |
| 2017 | 12º Seoul Internacional Drama Awards                 | Melhor Série Dramática (Categoria Programas) | Amor Maior      | Indicado  |
| 2017 | 12º Seoul Internacional Drama Awards                 | Melhor Guionista (Categoria Individual)      | Inês Gomes      | Indicado  |
| 2018 | Soap Awards                                          | Melhor Novela do Ano                         | Amor Maior      | Venceu    |